# Казале Маритимо
Казале Маритимо (на италиански: Casale Marittimo) е малък град и община в Италия, в региона Тоскана, провинция Пиза, в географския район Валдичечина. Населението му е около 1000 души (2008).
Въпреки че името на града се отнася до морето (Маритимо значи морски) той не се намира на Тиренско море.